# Мундіаліто
Золотий Кубок чемпіонів світу (ісп. Copa de Oro de Campeones Mundiales), також відомий як Мундіаліто (ісп. Mundialito) — футбольний турнір, що пройшов в Уругваї на стику 1980 і 1981 років, на який зібралися всі збірні, які ставали на той момент чемпіонами світу, за винятком збірної Англії. Її відсутність була компенсована однією з найсильніших на той момент команд світу — збірною Нідерландів, що зайняла на двох попередніх чемпіонатах світу друге місце. Переможцем турніру стала збірна Уругваю.
Проведення Кубку було приурочено до 50-річчя першого чемпіонату світу, який також відбувся в Уругваї. Всі ігри пройшли на арені фінального матчу першого Мундіалю — «Сентенаріо».
У 1985 і 1993 роках грався Кубок Артеміо Франкі з 1992 грається Кубок конфедерацій. Обидва турніри є правонаступниками Золотого Кубка чемпіонів світу.

## Команди-учасниці
| Команда    | Здобутки                                             |
| ---------- | ---------------------------------------------------- |
| Уругвай    | господарі; чемпіони світу 1930 і 1950                |
| Бразилія   | чемпіони світу 1958, 1962 і 1970                     |
| ФРН        | чемпіони світу 1954 і 1974                           |
| Італія     | чемпіони світу 1934 і 1938                           |
| Аргентина  | чемпіони світу 1978                                  |
| Нідерланди | віце-чемпіони світу 1974 і 1978 («замінили» Англію). |

Збірна Англії з футболу, чемпіон світу 1966 року, відмовилася від участі у турнірі.

## Формат
Шість збірних були розподілені на дві групи по три команди: У групу А потрапили Нідерланди, Італія та Уругвай, а у групу B — збірні Аргентини, Бразилії та Західної Німеччини. Переможці груп зустрічаються один з одним у фіналі, щоб визначити переможця турніру.
Уругвай і Бразилія виграли свої групи і зустрілись у вирішальному матчі, де сильнішим виявились господарі 2:1. Цей рахунок повторив результат, який стався 30 років тому між цими двома командами в вирішальному матчі на чемпіонаті світу 1950 року.

## Група A
| Збірна     | І | В | Н | П | ГЗ | ГП | РГ | О |
| ---------- | - | - | - | - | -- | -- | -- | - |
| Уругвай    | 2 | 2 | 0 | 0 | 4  | 0  | +4 | 4 |
| Італія     | 2 | 0 | 1 | 1 | 1  | 3  | −2 | 1 |
| Нідерланди | 2 | 0 | 1 | 1 | 1  | 3  | −2 | 1 |

| 30 грудня 1980 |

| Уругвай                          | 2 – 0 | Нідерланди |
| -------------------------------- | ----- | ---------- |
| Венансіо Рамос 31' Вікторіно 45' |       |            |

| «Сентенаріо», Монтевідео Глядачів: 65,000 Арбітр: Енріке Лабо (Перу) |

| 3 січня 1981 |

| Уругвай                                | 2 – 0 | Італія |
| -------------------------------------- | ----- | ------ |
| Хуліо Моралес 67' (пен.) Вікторіно 81' |       |        |

| «Сентенаріо», Монтевідео Глядачів: 55,000 Арбітр: Еміліо Гуруцета (Іспанія) |

| 6 січня 1981 |

| Італія       | 1 – 1 | Нідерланди    |
| ------------ | ----- | ------------- |
| Анчелотті 7' |       | Ян Петерс 15' |

| «Сентенаріо», Монтевідео Глядачів: 15,000 Арбітр: Франц Верер (Австрія) |

## Група B
| Збірна    | І | В | Н | П | ГЗ | ГП | РГ | О |
| --------- | - | - | - | - | -- | -- | -- | - |
| Бразилія  | 2 | 1 | 1 | 0 | 5  | 2  | +3 | 3 |
| Аргентина | 2 | 1 | 1 | 0 | 3  | 2  | +1 | 3 |
| ФРН       | 2 | 0 | 0 | 2 | 2  | 6  | −4 | 0 |

| 1 січня 1981 |

| Аргентина                     | 2 – 1 | ФРН        |
| ----------------------------- | ----- | ---------- |
| Кальц 84' (аг) Рамон Діас 88' |       | Грубеш 41' |

| «Сентенаріо», Монтевідео Глядачів: 60,000 Арбітр: Августо Ламо Кастільйо (Іспанія) |

| 4 січня 1981 |

| Бразилія     | 1 – 1 | Аргентина    |
| ------------ | ----- | ------------ |
| Едевалдо 47' |       | Марадона 30' |

| «Сентенаріо», Монтевідео Глядачів: 60,000 Арбітр: Еріх Лінемаєр (Австрія) |

| 7 січня 1981 |

| Бразилія                                                                      | 4 – 1 | ФРН        |
| ----------------------------------------------------------------------------- | ----- | ---------- |
| Леовежильдо Жуніор 56' Тоніньйо Серезо 61' Сержіньйо Шулапа 76' Зе Сержіо 82' |       | Аллофс 54' |

| «Сентенаріо», Монтевідео Глядачів: 50,000 Арбітр: Хуан Сілванго (Чилі) |

## Фінал
| 10 січня 1981 |

| Уругвай                   | 2 – 1 | Бразилія            |
| ------------------------- | ----- | ------------------- |
| Барріос 50' Вікторіно 80' |       | Сократес 62' (пен.) |

| «Сентенаріо», Монтевідео Глядачів: 71,250 Арбітр: Еріх Лінемаєр (Австрія) |

## Підсумкові місця

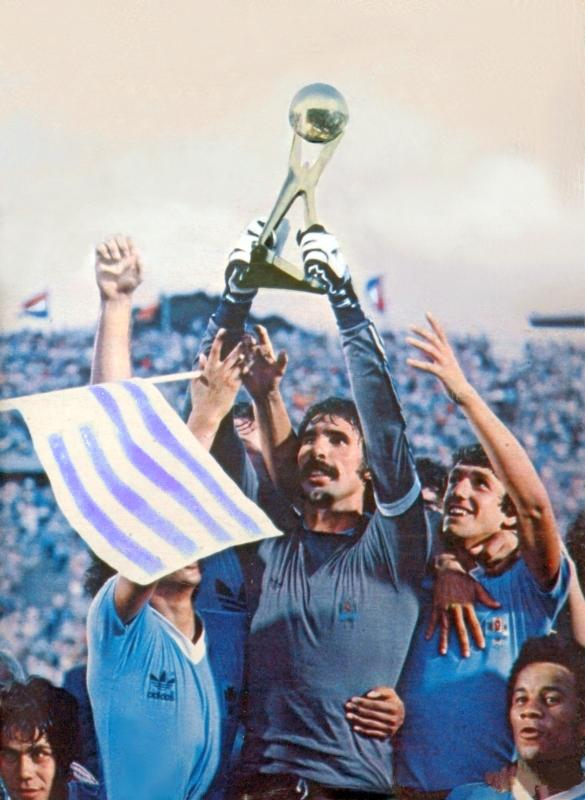
Воротар збірної Уругваю Родольфо Родрігес з трофеєм.

1. Уругвай
2. Бразилія
3. Аргентина
4. Нідерланди,  Італія (однаковий результат)
5. ФРН

## Бомбардири
- Вальдемар Вікторіно

- Рамон Діас
- Дієго Марадона
- Едевалдо де Фрейтас
- Леовежильдо Жуніор
- Сержіньйо Шулапа
- Сократес
- Тоніньйо Серезо
- Зе Сержіо
- Клаус Аллофс
- Горст Грубеш
- Ян Петерс
- Карло Анчелотті
- Хорхе Вальтер Барріос
- Хуліо Сесар Моралес
- Венансіо Рамос

- Манфред Кальц

## Склади
Аргентина: Убальдо Фільйоль, Луїс Гальван, Альберто Тарантіні, Хорхе Ольгін, Амеріко Гальєго, Данієль Пассарелла, Даніель Бертоні, Освальдо Арділес, Рамон Діас, Дієго Марадона, Маріо Кемпес, Ектор Балей, Карлос Френ, Леопольдо Луке, Хуан Барбас, Хосе Валенсія, Хосе Ван Туйне, Вікторіо Оканьйо. Тренер — Сесар Луїс Менотті.
Бразилія: Карлос, Едевалдо, Оскар, Луїзіньйо, Жуан Батіста да Сілва, Жуніор, Тіта, Тоніньйо Серезо, Сократес, Ренато, Зе Сержіо, Жуан Лейте, Жетуліо, Жуніньйо, Едінійо, Пауло Ізідоро, Сержіньйо, Едер. Тренер — Теле Сантана.
Італія: Івано Бордон, Джованні Галлі, Франко Барезі, Антоніо Кабріні, Клаудіо Джентіле, Гаетано Ширеа, П'єтро Верховод, Карло Анчелотті, Джанкарло Антоньйоні, Джамп'єро Марині, Габріеле Оріалі, Марко Тарделлі, Ренато Дзаккареллі, Сальваторе Баньї, Бруно Конті, Алессандро Альтобеллі, Франческо Граціані, Роберто Пруццо. Тренер — Віченцо Беардзот.
Нідерланди: Пім Дусбург, Бен Вейнстекерс, Рональд Спелбос, Ерні Брандтс, Гуго Говенкамп, Віллі ван де Керкгоф, Мартін Йол, Ян Петерс, Кес Кіст, Рене ван де Керкгоф, П'єр Вермелен, Джон Метгод, Міхел Валке, П'єр Тол, Тойне ван Мірло, Петер Арнц, Пітер Вілдсхут, Ганс ван Брекелен. Тренер — Ян Зварткрейс.
Німеччина: Гаральд Шумахер, Манфред Кальц, Райнер Бонгоф, Карл-Гайнц Ферстер, Бернард Діц, Ганс-Петер Брігель, Фелікс Магат, Карл-Гайнц Румменігге, Горст Грубеш, Гансі Мюллер, Клаус Аллофс, Айке Іммель, Курт Нідермаєр, Вільфрід Ганнес, Мирослав Вотава, Вольфганг Дреммлер, Карл Алльгевер, Рональд Борхерс. Тренер — Юпп Дерваль.
Уругвай: Родольфо Родрігес, Вальтер Олівера, Уго де Леон, Хосе Морейра, Аріель Красоускі, Даніель Мартінес, Венансіо Рамос, Едуардо де ла Пенья, Вальдемар Вікторіно, Рубен Пас, Хуліо Моралес, Фернандо Альвес, Хорхе Сів'єро, Нельсон Марсенаро, Віктор Діого, Арсеніо Лусардо, Хорхе Барріос, Ернесто Варгас. Тренер — Роке Масполі.